# Little Munden
Little Munden is een civil parish in het bestuurlijke gebied East Hertfordshire, in het Engelse graafschap Hertfordshire. In 2001 telde het civil parish 923 inwoners.